# Polycarpaea balfourii
Polycarpaea balfourii es una especie de fanerógama de la familia de las cariofiláceas. Es endémica de Socotora en Yemen.

## Descripción
Es una delicada planta herbácea caducifolia que tiene un tallo que lleva hoja lineales.

## Distribución y hábitat
Es endémica de la isla de Socotora en Yemen donde se encuentra en las llanuras de grava, en las laderas rocosas y a los lados de ramblas entre matorrales de Croton socotranus y matorral de especies de plantas suculentas, a una altitud de 15 a 600 m s. n. m.

## Taxonomía
Polycarpaea balfourii fue descrita por John Isaac Briquet y publicado en Annuaire Conserv. Jard. Bot. Genève 13-14: 376 1911.
Etimología
Polycarpaea: nombre genérico que procede del griego polys y karpos, y significa "abundante fructificación".
balfourii: epíteto  otorgado en honor de John Hutton Balfour, (1808 - 1884)  médico, botánico y briólogo escocés. 